# 실비아 팽크허스트

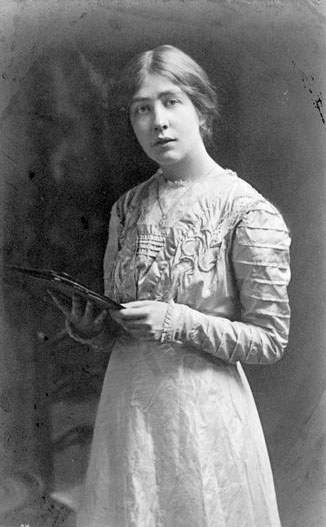
실비아 팽크허스트 (1909년)

에스텔 실비아 팽크허스트(영어: Estelle Sylvia Pankhurst, 1882년 5월 5일 ~ 1960년 9월 27일)는 잉글랜드의 여성참정권론자이다. 당대 저명한 좌파 공산주의자로 활동했다. 1930년대 이후로는 좌파정치에서 멀어진 대신 반파시즘 및 반식민주의 운동에 참여했다.